# Église Saint-Hilaire de Boissets
L’église Saint-Hilaire est un édifice religieux catholique du XVe siècle, situé sur la commune de Boissets dans les Yvelines, en France. L'église est inscrite au titre de monuments historiques par arrêté du 6 mars 1950.

## Historique
Une église est attestée à cet endroit au XIe siècle. Entre 1078 et 1099, Raoul, seigneur de Civry, qui contrôle alors la paroisse de Boissets, offre cette église à l’abbaye Notre-Dame de Coulombs,. Cette abbaye partagera la dîme de Boissets avec le prieuré de Haute-Bruyère la dîme de Boissets jusqu’à la Révolution. Elle est érigée en chapelle vicariale en 1825.
Les parties les plus anciennes de cet édifice remontent au XVe siècle. Le clocher bâti sur une structure de bois date du XVIIIe siècle.

## Architecture
L’église est orientée au Nord-Est et construite selon un plan longitudinal. Elle possède une nef à vaisseau  unique se terminant par un chevet plat  flanqué d'un petit corps de logis de plan quadrangulaire. Un clocher de plan quadrangulaire coiffe la nef.
La façade principale est percée d'une porte en anse de panier et de deux imposants contreforts à ressauts. Les façades latérales sont ponctuées par des baies en plein cintre et  également des contreforts. L'église est recouverte par un toit à longs pans.

## Mobilier
On y trouve une statue de sainte Clotilde ou saint Odon, inscrite au registre Mérimée à la référence PA00087374.